# 개방형 표준
개방형 표준(open standard), 공개 표준은 기술 표준이 문서가 공개되어 있으며 사용이 자유로운 경우를 가리키는 용어이다.
개방형 표준은 상황에 따라 다른 정의가 존재하며, 가령 여러 표준 단체나 국가마다 서로 다른 정의를 가진다. 일반적으로 포함되는 개념은 표준을 사용하는 데에 있어서 로열티를 지불할 필요가 없다는 점이다.
이때 일부 경우는 기술 표준을 사용하는 데에 특허 라이선스가 필요하며, 합리적이고 비차별적인(RAND) 라이선스를 허용하는 하에 해당 표준을 개방형 표준으로 인정하기도 하다.

## 오픈 표준의 예

### 시스템
- W3C가 정의한 월드 와이드 웹 구조[1]

### 하드웨어
- 산업 표준 아키텍처 (ISA)
- 주변 기기 부품 상호 연결 (PCI)
- 가속 그래픽 포트 (AGP)
- PCI 산업 컴퓨터 제조업체 그룹 (PICMG)

### 파일 형식
- 컴퓨터 그래픽스 메타파일 (CGM)
- 하이퍼텍스트 마크업 언어 (HTML) 및 확장 HTML (XHTML)
- PDF (PDF/X)
- 오픈도큐먼트 포맷 (ODF)
- PNG
- Ogg - Vorbis, FLAC, Speex (오디오 포맷) 및 Theora (비디오 포맷)을 담는 파일 형식

### 프로토콜
- 인터넷 프로토콜 (IP)
- 전송 제어 프로토콜 (TCP)
- OMA 데이터 동기화 및 장치 관리
- XMPP

### 프로그래밍 언어
- 에이다
- MUMPS
- C 샤프

### 기타
- APML
- Apdex
- 응용 프로그램 응답 관리 (ARM)
- CD-ROM (옐로 북)
- 일반 정보 모델 (CIM)
- UDEF
- 파이프라인 오픈 데이터 표준 (PODS)

## 오픈 표준의 예: 공간정보분야
공간정보의 공유를 위한 개방형(Open) 표준을 제정하는 국제기구는
Open Geospatial Consortium(www.opengeospatial.org)이다.

## 같이 보기
- 표준 (동음이의)
- 오픈 규격
- 오픈 포맷
- 오픈도큐먼트
- 표준화
- 국제 표준
- 자유 소프트웨어